# Отрошко Петро Костянтинович
Петро Костянтинович Отрошко (1904, Київ — 4 червня 1966) — Герой Радянського Союзу.

## Біографія
Народився в 1904 році в Києві в родині робітника. Українець. Навчався у середній школі. Працював на заводі. У 1927–1929 роках проходив срокову службу в рядах Червоної армії.
У боях німецько-радянської війни з листопада 1943 року. Воював на Південно-Західному, Воронезькому, 1-му Українському, 2-му Українському і 3-му Українському фронтах. Був командиром кулеметного розрахунку 132-го гвардійського полку 42-ї гвардійської стрілецької дивізії 40-ї армії.
19–20 серпня 1944 року, під час штурму ворожої оборони в районі населеного пункту Соч (південно-західніше міста Пашкань, Румунія) гвадії сержант Петро Отрошко вогнем кулемета забезпечив наступ стрілецької роти. Був поранений, але залишився в строю, брав участь у відбитті двох контратак противника. Замінив загиблого командира взводу, забезпечивши виконання бойового завдання.
Указом Президії Верховної Ради СРСР від 24 березня 1945 року за героїзм і стійкість в боях при відбитті контратак під Яссами гвардії сержанту Петру Костянтиновичу Отрошку присвоєно звання Героя Радянського Союзу з врученням ордена Леніна і медалі «Золота Зірка» (№ 4 244).
Після закінчення повернувся до Києва. Працював на заводі. Помер 4 червня 1966 року. Похований в Києві на Байковому кладовищі.

## Нагороди
Нагороджений двома орденами Леніна, орденами Вітчизняної війни 1-го і 2-го ступеня, орденом Червоного Прапора, медалями.